# Мексикано-российские отношения
Российско-мексиканские отношения — двусторонние дипломатические отношения между Россией и Мексикой. Обе страны содержат посольства в столицах другой стороны — Москве и Мехико. Как Россия, так и Мексика являются членами организации Азиатско-Тихоокеанского экономического сотрудничества, Большой двадцатки, ООН.
Согласно опросу телеканала BBC, в 2013 году 40 % населения Мексики одобряли действия России на международной арене (негативное отношение выразили 29 %).

## История
Впервые дипломатические отношения были установлены между Российской империей и Мексиканской империей в 1863 году. Несмотря на нелегитимность, император Максимилиано был признан многими государствами, в частности Австрией, Великобританией, Францией, Испанией, Португалией, Италией, Нидерландами, Бельгией, Швецией, Грецией, Монако, Данией и Норвегией, Пруссией, Саксонией, Баденом, Баварией, Гессен-Дармштадтом, Бразилией, Святым Престолом и непризнанными КША. Первым и единственным посланником в Мексиканской империи стал Э. А. Стекль, так и не прибывший в Мехико ни разу (из-за протестов Госдепа США). Первым и единственным послом Мексиканской империи в России стал Франсиско Серапио Мора (по совместительству также посол в Швеции), занимавший свой пост с 1864 по 1866. Кроме того, Александр II дал право Максимилиану открыть консульства в Риге и Одессе. После свержения монархии дипломатические отношения были прекращены, и восстановлены только в 1890 году, в эпоху порфириата.
25 мая 1923 года генерал Альваро Обрегон, президент Соединенных Штатов Мексики, получил письмо от Д.Х. Дубровского, представителя Русского Красного Креста в Америке, расположенного в Нью-Йорке. Центральный комитет этой гуманитарной организации поблагодарил правительство Обрегона за помощь, оказанную мексиканским народом и правительством жертвам голода, которые Поволжье пережило в период с 1921 по 1923 годы в Советском Союзе.

История будет вписывать на своих самых красивых страницах, что в то время, когда русский народ подвергался испытанию на голод и страдания, именно люди далекой страны Мексики помогали и давали им силы продолжать борьбу.— Д. Х. Дубровский
СССР установил дипломатические отношения с Мексикой 4 августа 1924 года (разорваны 26 января 1930 года, а затем восстановлены 10-12 ноября 1942). Лев Троцкий переехал в Мексику из Норвегии во время его изгнания. Президент Мексики Ласаро Карденас тепло встретил его, даже организовал специальный поезд, чтобы довезти его в Мехико из порта Тампико. В Мексике Троцкий жил в доме художника Диего Риверы. В 1943 году именно в Мексике был открыт первый корпункт ТАСС в Латинской Америке.
13 октября 1980 года было подписано соглашение о сотрудничестве по вопросам телевещания между Гостелерадио СССР и мексиканским телерадио.

## Общая характеристика стран

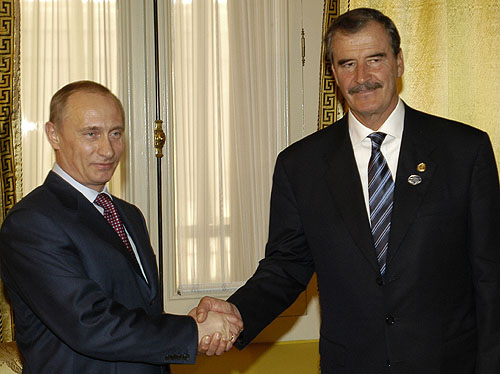
Владимир Путин и президент Мексики Висенте Фокс на саммите Азиатско-Тихоокеанского экономического сотруднчества в Чили, 21 ноября 2004 года

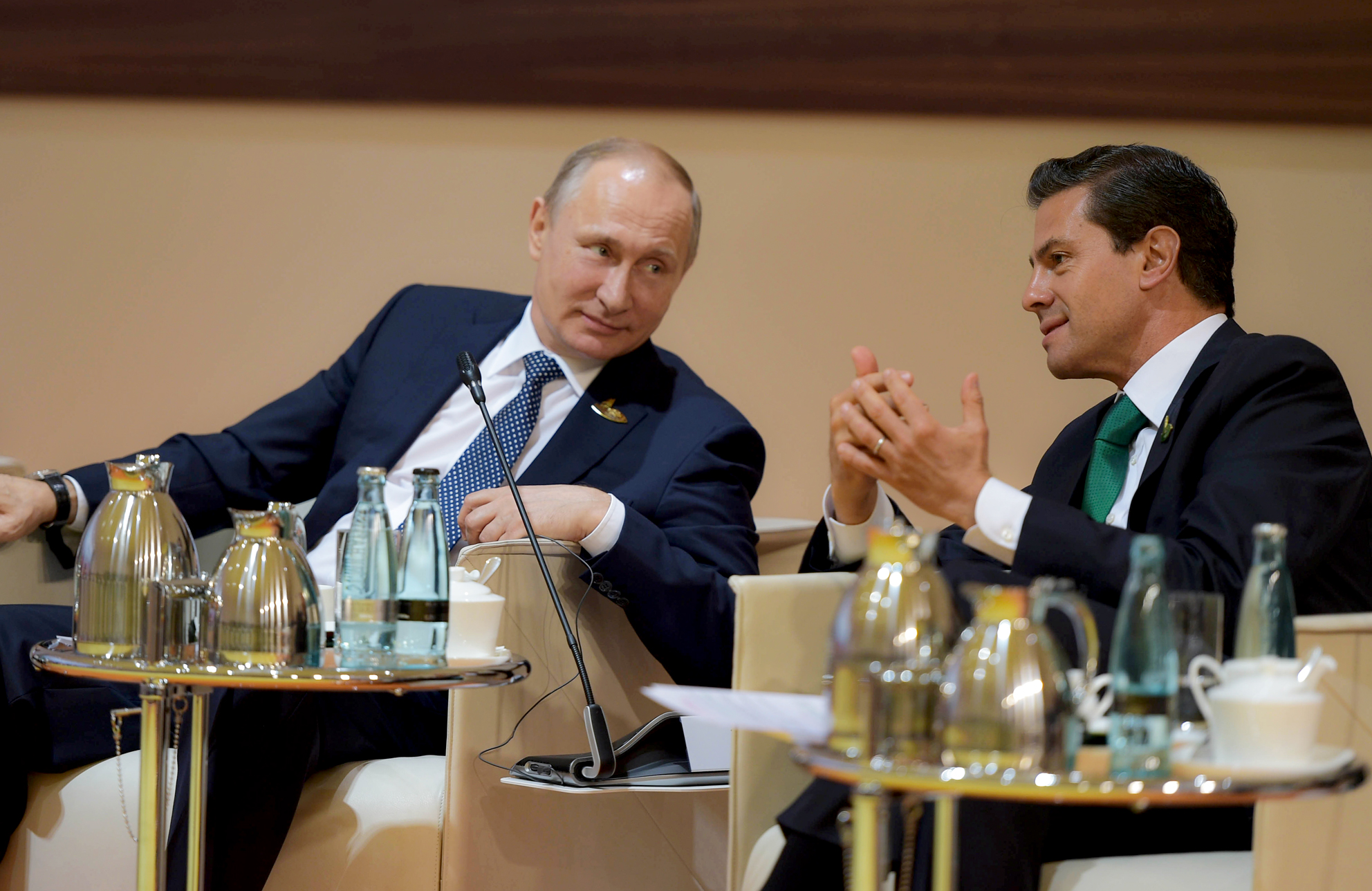
Владимир Путин и президент Мексики Энрике Пенья Ньето за беседой на саммите «Большой двадцатки» в Гамбурге, июль 2017 года

|                                | Россия                        | Мексика                    |
| ------------------------------ | ----------------------------- | -------------------------- |
| Площадь, км²                   | 17 125 191                    | 1 972 550                  |
| Население, чел.                | 146 781 095 (оценка, 2019)    | 133 140 936 (оценка, 2018) |
| Государственное устройство     | суперпрезидентская республика | президентская республика   |
| Объём ВВП (ППС), $ трлн        | 4,2 (2018)                    | 1,761 (2012)               |
| ВВП на душу населения (ППС), $ | 29 267 (2018)                 | 15 300 (2012)              |

## Военное сотрудничество
Благодаря хорошим отношениям с Россией, Мексика закупила различную российскую военную технику. Военно-морские силы Мексики приобрели вооружение: БТР-60, Урал-4320, Ми-171, а также переносной ракетно-зенитный комплекс «Игла». В данный момент всё это оборудование ещё находится на службе.

## Дипломаты СССР и России в Мексике
- Чрезвычайные Посланники и Полномочные министры Российской империи:

1863—1867 — Эдуард Андреевич Стекль
1867—1890 — разрыв дипломатических отношений
1890—1895 — Роман Романович Розен
- Чрезвычайные и Полномочные Послы СССР:

1924—1926 — Станислав Станиславович Пестковский (полпред)
1926—1927 — Александра Михайловна Коллонтай (полпред)
1927—1930 — Александр Михайлович Макар (полпред)
1930—1942 — разрыв дипломатических отношений
- Чрезвычайный и Полномочный Посланник СССР:

1942—1943 — Виктор Алексеевич Федюшин
- Чрезвычайные и Полномочные Послы СССР:

1943—1945 — Константин Александрович Уманский
1945—1953 — Александр Николаевич Капустин
1953—1957 — Анатолий Георгиевич Кулаженков
1957—1962 — Владимир Иванович Базыкин
1962—1968 — Семён Тарасович Базаров
1968—1970 — Геннадий Иванович Фомин
1970—1972 — Игорь Константинович Колосовский
1972—1976 — Николай Константинович Тарасов
1976—1980 — Юрий Иванович Вольский
1980—1990 — Ростислав Александрович Сергеев
1990—1991 — Олег Тихонович Дарусенков
- Чрезвычайные и Полномочные Послы России:

1991—1994 — Олег Тихонович Дарусенков
1994—1999 — Евгений Аршакович Амбарцумов
1999—2005 — Константин Николаевич Мозель
2005—2012 — Валерий Иванович Морозов
2012—2018 — Эдуард Рубенович Малаян
2018—2023 — Виктор Викторович Коронелли
2023 — н. в. — Николай Всеволодович Софинский

## Визиты первых лиц
Ниже перечисляются визиты первых лиц Мексики в СССР/РФ и первых лиц СССР/РФ в Мексику.

### Визиты президентов Мексики в СССР и Россию
|                           |      |               |                          |  |
| Президент                 | Год  | Страна визита | Глава принимающей страны |  |
| Луис Эчеверриа Альварес   | 1973 | СССР          | Н. В. Подгорный          |  |
| Хосе Лопес Портильо       | 1978 | СССР          | Л. И. Брежнев            |  |
| Карлос Салинас де Гортари | 1991 | СССР          | М. С. Горбачёв           |  |
| Висенте Фокс Кесада       | 2005 | Россия        | В. В. Путин              |  |
| Фелипе Кальдерон Инохоса  | 2012 | Россия        | В. В. Путин              |  |
| Энрике Пенья Ньето        | 2013 | Россия        | В. В. Путин              |  |

### Визиты глав СССР и России в Мексику
|                    |                   |      |                          |  |
| Приезжающая страна | Глава государства | Год  | Глава Мексики            |  |
| СССР               | А. И. Микоян      | 1959 | Адольфо Лопес Матеос     |  |
| Россия             | В. В. Путин       | 2004 | Висенте Фокс Кесада      |  |
| Россия             | В. В. Путин       | 2012 | Фелипе Кальдерон Инохоса |  |
|                    |                   |      |                          |  |